# صائق
يتكون الملصق ( Galicism of décalcomanie ) ويسمى أيضًا الملصق ، من صورة يتم نقلها، من خلال تطبيق الماء أو الحرارة، من الدعامة الأصلية إلى سطح آخر حيث تظل ملتصقة .
تُوزع الملصقات على دعامة من الورق أو الكرتون، التي يجب إزالتها بعد ترطيبها. الصور الملونة التي تشكلها معالجة بالتربنتين، مادة تمكن من لصقها. يمكن شراء الملصقات بالأوراق أو الحصول عليها كهدية ترويجية داخل منتج موجه للأطفال: المخبوزات، رقائق البطاطس، العلكة، إلخ.
مع انتشار أقل في الوقت الحالي، لقد حققت نجاحًا كبيرًا في عالم الستينيات والسبعينيات، حيث تم تسويق أوراق بأشكال متنوعة جدًا من المواضيع: تعليمية (أجزاء الجسم، الحيوانات)، مركبات (قطارات، سيارات، طائرات)، رياضية (لاعبو كرة القدم)، ثقافية (شخصيات شعبية)، فواكه، زهور، أنماط زخرفية، أعلام، إلخ.

## استخدامات أخرى للملصقات

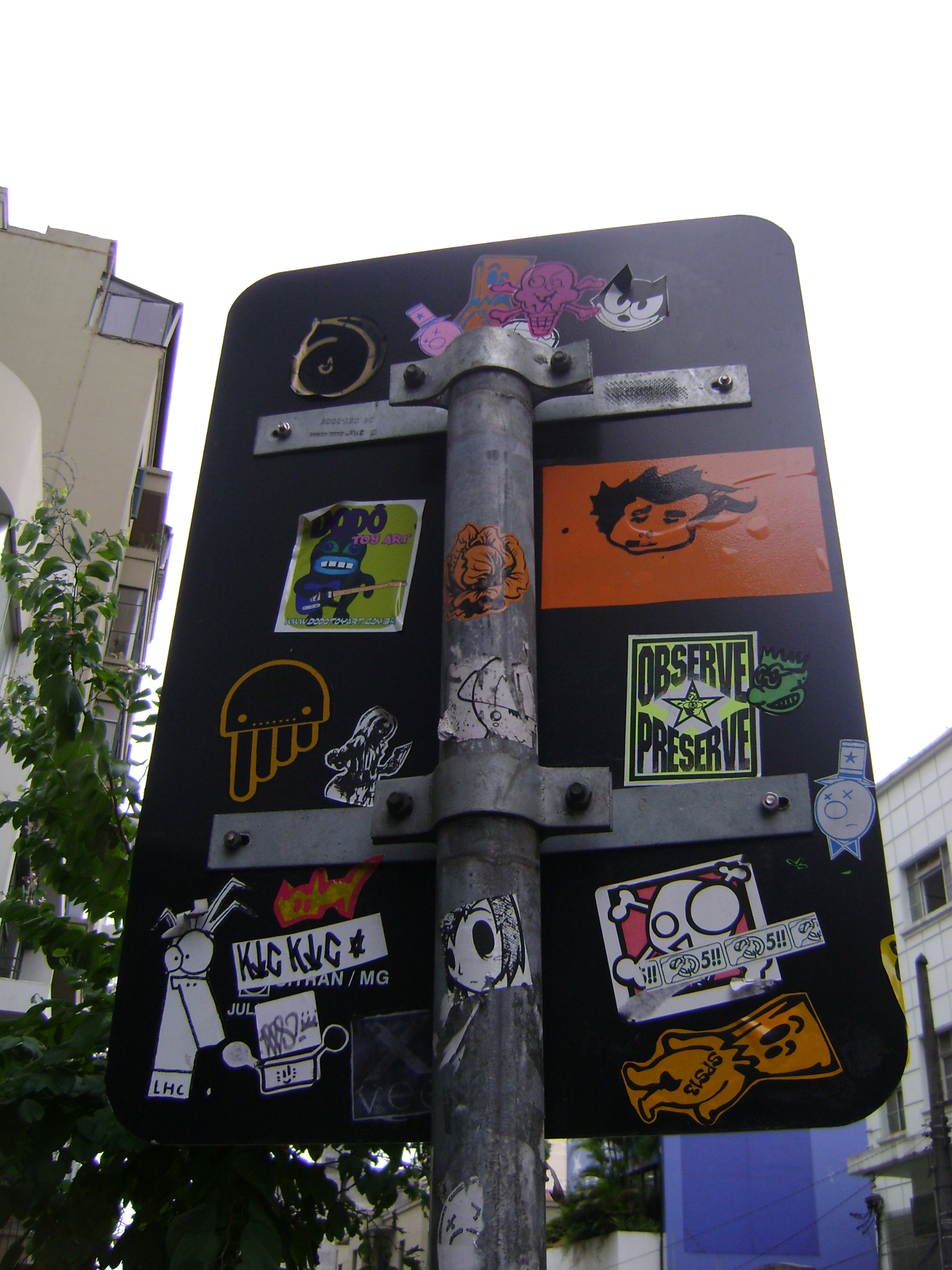
فن الملصقات في ساو باولو ، البرازيل.

الملصقات ليست مجرد عنصر ترفيهي فحسب، ولكنها بنفس المبدأ تعمل أيضًا كعنصر زخرفي للأثاث والصابون والألعاب والأطباق وأدوات المائدة وما إلى ذلك.
بفضل طباعة الشاشة، وهي شكل من أشكال الطباعة المباشرة، يمكننا الحصول على العديد من الوظائف.

### تسمية القصف
فن الملصقات (المعروف أيضًا باسم تفجير العلامات، ووضع العلامات على الصفعات، ووضع العلامات، ووضع العلامات) هو شكل من أشكال فن الشارع، وهي فئة فرعية من فن ما بعد الحداثة حيث تظهر صورة أو رسالة علنًا باستخدام الملصقات. يمكن لهذه الملصقات الترويج لبرنامج سياسي، أو تعليق سياسي أو قضية سياسية، أو أن تشتمل على حملة فنية طليعية.

## شائعات
خلال السبعينيات، انتشرت أسطورة حضرية مفادها أن الملصقات مشربة بمادة ذات تأثير نفسي، والتي عند التصاقها بالجلد، تنتقل إلى الطفل. تم تحديد هذه المادة عمومًا على أنها عقار من نوع LSD . والغرض من ذلك هو حث الأطفال على الإدمان على المخدرات من خلال الملصقات. وتم توزيع المنشورات والنشرات والنسخ للتحذير من هذه الحقيقة، حتى أن بعضها حمل الجناس الناقص للحرس المدني. 

## أنظر أيضا
- صائق المياه

## روابط خارجية
- Waterslide decals. نسخة أرشيفية في أرشيف الإنترنت| ضبط استنادي | ضبط استنادي                                                                                                          |
| ----------- | --- |
| وطنية       | - الملف الاستنادي المتكامِل (GND) - مكتبة البرلمان القومي الياباني (NDL) - قاعدة البيانات الوطنية التشيكية (NLCR AUT) |
| أخرى        | - الأراشيف القومية في الولايات المُتحدة (NAID)                                                                        |